# Horodynie
Horodynie (ukr. Городині) – wieś na Ukrainie, w obwodzie wołyńskim, w rejonie rożyszczeńskim.